# Drei Zinnen
Die Drei Zinnen (italienisch Tre Cime di Lavaredo) sind ein markanter Gebirgsstock in den Sextner Dolomiten an der Grenze zwischen den italienischen Provinzen Belluno im Süden und Südtirol im Norden.
Die höchste Erhebung der Gruppe ist die 2999 m s.l.m. hohe Große Zinne (ital. Cima Grande). Sie steht zwischen den beiden anderen Gipfeln, der Westlichen Zinne (Cima Ovest, 2973 m) und der Kleinen Zinne (Cima Piccola, 2857 m). Neben diesen markanten Felstürmen zählen noch mehrere weitere Gipfelpunkte zum Massiv, darunter die Punta di Frida (2792 m) und der Preußturm, auch Kleinste Zinne (Torre Preuß, Cima Piccolissima, 2700 m).
Seit der Erstbesteigung der Großen Zinne im Jahr 1869 zählen die Drei Zinnen bei Kletterern zu den begehrtesten Gipfelzielen der Alpen. Sie sind durch zahlreiche Kletterrouten verschiedener Schwierigkeitsgrade erschlossen und wurden so zu einem Zentrum des alpinen Kletterns, von welchem viele wichtige Entwicklungen in der Geschichte dieses Sports ihren Ausgang nahmen. Darüber hinaus sind sie aufgrund ihrer leichten Erreichbarkeit eine Attraktion für den Massentourismus. Insbesondere die Ansicht der steilen Nordwände gehört zu den bekanntesten Landschaftsbildern der Alpen und gilt als Wahrzeichen der Dolomiten. Während des Gebirgskriegs im Ersten Weltkrieg waren die Drei Zinnen und ihre Umgebungsgebiete als Teil der Front zwischen dem Königreich Italien und Österreich-Ungarn heftig umkämpft.

## Lage und Umgebung

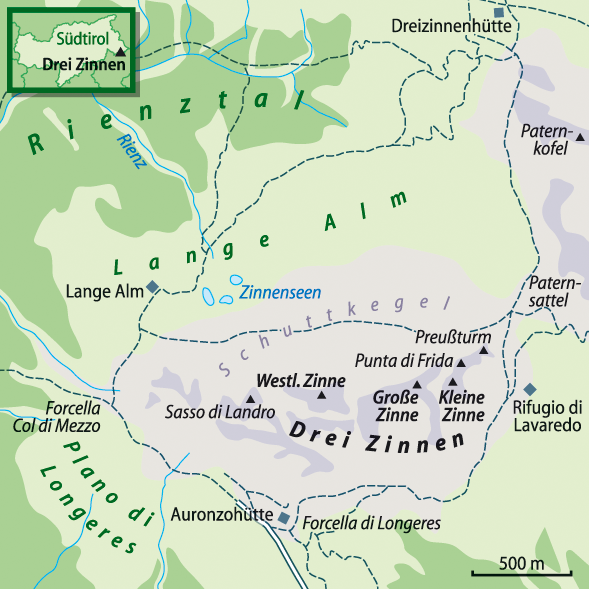
Die Drei Zinnen und ihre Umgebung

Die Drei Zinnen erheben sich am Südrand des weitläufigen Zinnenplateaus mit der Langen Alm (La Grava Longa), einer alpinen Hochfläche auf ungefähr 2200 m bis 2400 m, die hier den Abschluss des Rienztals (Valle della Rienza) bildet. Dort liegen drei kleine Gebirgsseen, die Zinnenseen. Dieses Areal nördlich der Berge bis zu deren Gipfeln gehört zum Gemeindegebiet von Toblach in Südtirol und zum Naturpark Drei Zinnen (bis 2010 Naturpark Sextner Dolomiten), der seit 2009 Teil des UNESCO-Weltnaturerbes ist.
Der in West-Ost-Richtung verlaufende Kamm der Zinnen bildet die Grenze zur Gemeinde Auronzo di Cadore in der Provinz Belluno, die zugleich die deutsch-italienische Sprachgrenze darstellt. Nach Nordosten führt dieser Kamm weiter zum 2454 m hohen Paternsattel (Forcella Lavaredo), wo er nach Norden zu den Bergen Passportenkopf (Croda di Passaporto, 2719 m) und Paternkofel (Monte Paterno, 2744 m) abbiegt. Im Westen setzt er sich über den Übergang Forcella Col di Mezzo (2315 m) zur Zinnenkuppe (Col di Mezzo) (2254 m) und weiter zum 2252 m hohen Katzenleiterkopf (Croda d’Arghena) fort.
Südwestlich der Drei Zinnen schließt sich an die Forcella Col di Mezzo das Plateau Plano di Longeres oberhalb des Valle di Rinbianco, eines Seitentals des Rienztals, an. Unmittelbar südlich der Westlichen Zinne trennt der Sattel Forcella di Longeres (2235 m) den Plano di Longeres vom Vallone di Lavaredo, einem Seitental des Piavetals. Südlich liegt die Cadini-Gruppe.
Über den 2454 m hohen Paternsattel als tiefsten Punkt lässt sich der Zwölferkofel als nächster Gipfel erreichen, der höher als die Große Zinne ist. Damit beträgt die Schartenhöhe der Großen Zinne 545 m, die Dominanz beträgt 4,25 km.
Cortina d’Ampezzo, 17 Kilometer südwestlich gelegen, ist die größte Stadt in der Umgebung. Weitere größere Ortschaften sind Auronzo di Cadore 12 Kilometer südöstlich, Toblach 13 Kilometer nordwestlich und Innichen 12 Kilometer nördlich.

## Orte, Stützpunkte und Wege

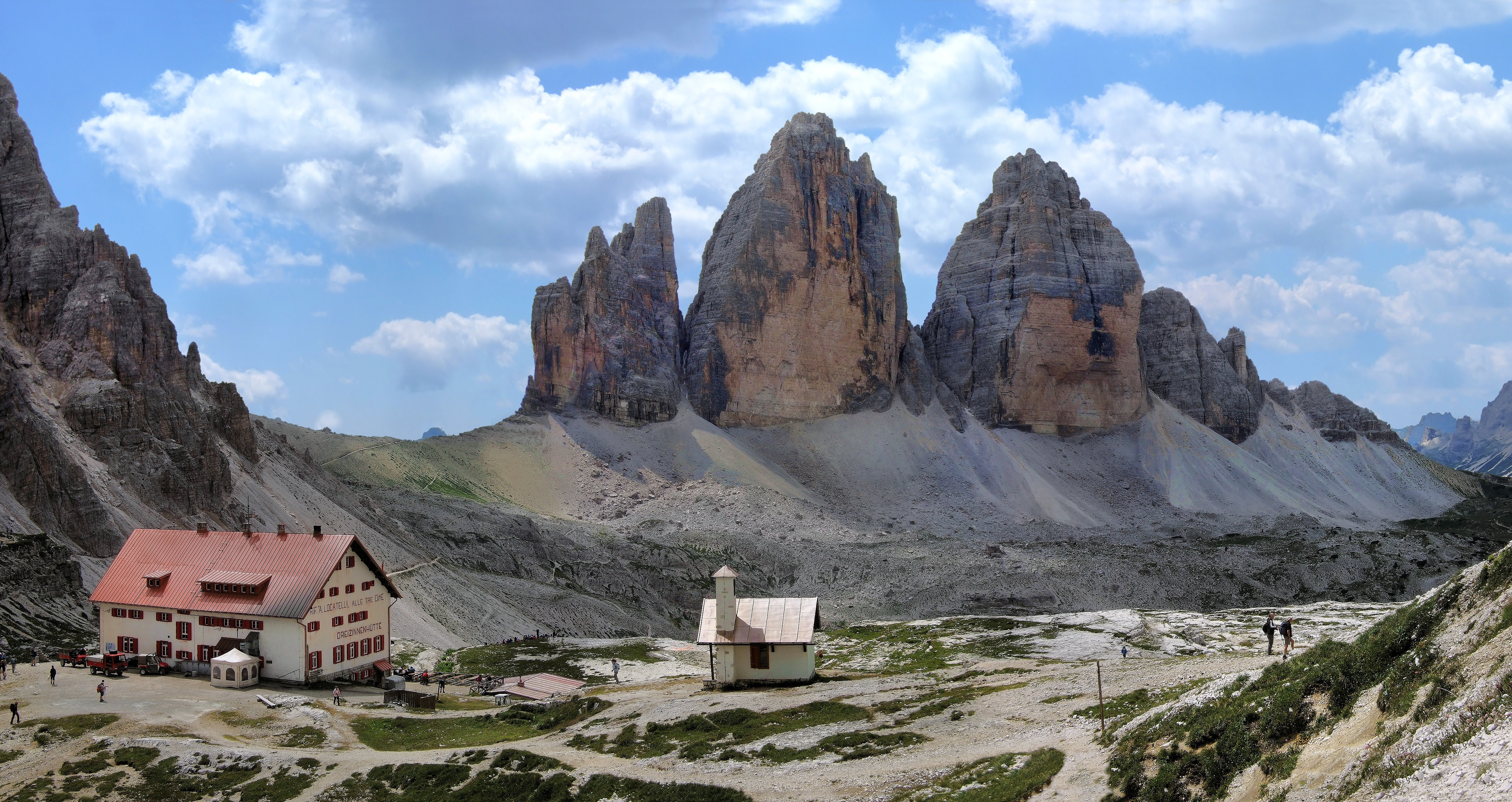
Die Dreizinnenhütte vor den Drei Zinnen

Der am leichtesten erreichbare Stützpunkt in der Umgebung der Drei Zinnen ist die Auronzohütte (Rifugio Auronzo, 2320 m). Diese Schutzhütte des Club Alpino Italiano (CAI) liegt unmittelbar südlich des Massivs oberhalb des Forcella di Longeres und ist vom südwestlich liegenden, zu Auronzo gehörenden Hotelort Misurina aus durch eine asphaltierte Mautstraße erschlossen. Von Südosten her kann die Hütte vom Lavaredotal über einen Wanderweg erreicht werden.
Etwa einen Kilometer östlich der Auronzohütte und von dort über einen breiten Fahrweg erreichbar liegt am Südostfuß der Kleinen Zinne die privat bewirtschaftete Schutzhütte Rifugio di Lavaredo (2325 m).
Nordwestlich der Zinnen liegt die im Sommer bewirtschaftete Almhütte Lange Alm (auch Lange Alpe, 2296 m).
Ein Wanderweg führt von der Auronzohütte über die Forcella Col di Mezzo dorthin, ein weiterer von Norden aus dem Rienztal.
Die im Besitz des CAI befindliche, 2438 m hoch gelegene Dreizinnenhütte nordöstlich der Drei Zinnen ist mit etwa einem Kilometer etwas weiter von dem Massiv entfernt. Sie ist besonders für den Ausblick auf die Nordwände bekannt und kann über einen breiten Wanderweg von der Auronzohütte aus über den Paternsattel erreicht werden. Weitere Zustiegsmöglichkeiten gibt es von Sexten durch den Fischleinboden von Osten, von Innichen aus durch das Innerfeldtal von Norden und durch das Rienztal von Höhlenstein (Landro) im Höhlensteintal (Valle di Landro). Von Südosten ist die Hütte von der Langen Alm her erreichbar.

## Die Drei Zinnen

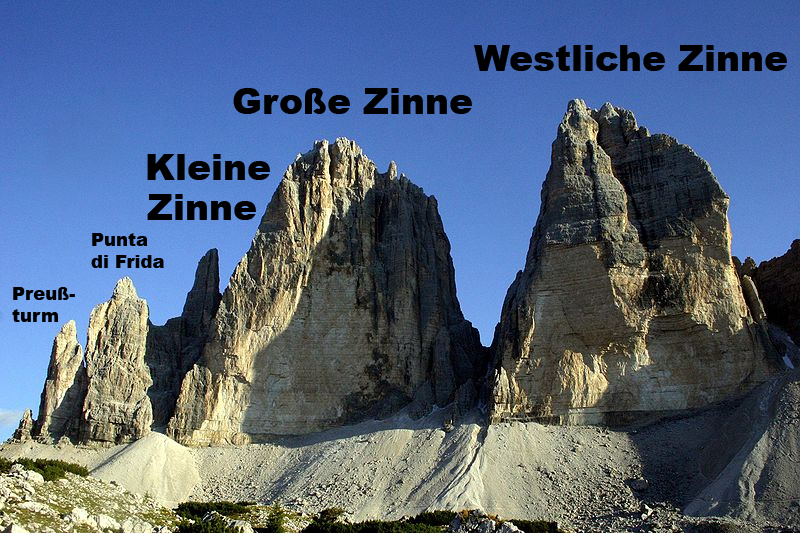
Die Drei Zinnen von Nordwesten, von der Langen Alm

### Große Zinne
Die Große Zinne (Cima Grande), die mittlere der Drei Zinnen, ist mit 2999 m der höchste Gipfel der Gruppe. Sie fällt durch ihre 500 Meter hohe, senkrechte bis überhängende Nordwand auf, die manchmal zu den Großen Nordwänden der Alpen gezählt wird, obwohl sie im Gegensatz zu den anderen dieser Wände keine Eispassagen aufweist. Die Südseite ist weit weniger steil und von zahlreichen Bändern und Schuttterrassen durchzogen. Durch diese Südwand führt auch der Normalweg, mit einer Schwierigkeit von III (UIAA) die leichteste Route, die auch als Abstieg vom Gipfel genutzt wird. Weitere bekannte Kletterrouten sind die Nordostkante (Dibonakante, IV+), Dabistebaff (V) an der Nordostwand und Dülfer (V+) an der Westwand. Die Routen durch die Nordwand sind wesentlich schwieriger, hier sind vor allem die Direttissima (auch Hasse/Brandler, VIII+, VI A2), Sachsenweg (auch Superdirettissima, V A2), Via Camillotto Pellesier (X, V+ A2), Comici (VII, V+ A0), ISO 2000 (VIII+), Claudio-Barbier-Gedächtnisweg (IX-A0), Alpenrose (IX-) und Phantom der Zinne (IX+) zu nennen.
Im Osten liegen hinter der alpinistisch unbedeutenden Pyramide (ca. 2630 m) die Zinnenscharte und die Kleine Zinne. Im Westen bildet die Große Zinnenscharte die Abgrenzung zur Westlichen Zinne.
Die Erstbesteigung der Großen Zinne erfolgte am 21. August 1869 von Süden.
Der Schweizer Dani Arnold erklomm die Große Zinne 2019 über die klassische Nordwandroute (Comici-Dimai-Route) in nur 46 Minuten und 30 Sekunden.

### Westliche Zinne

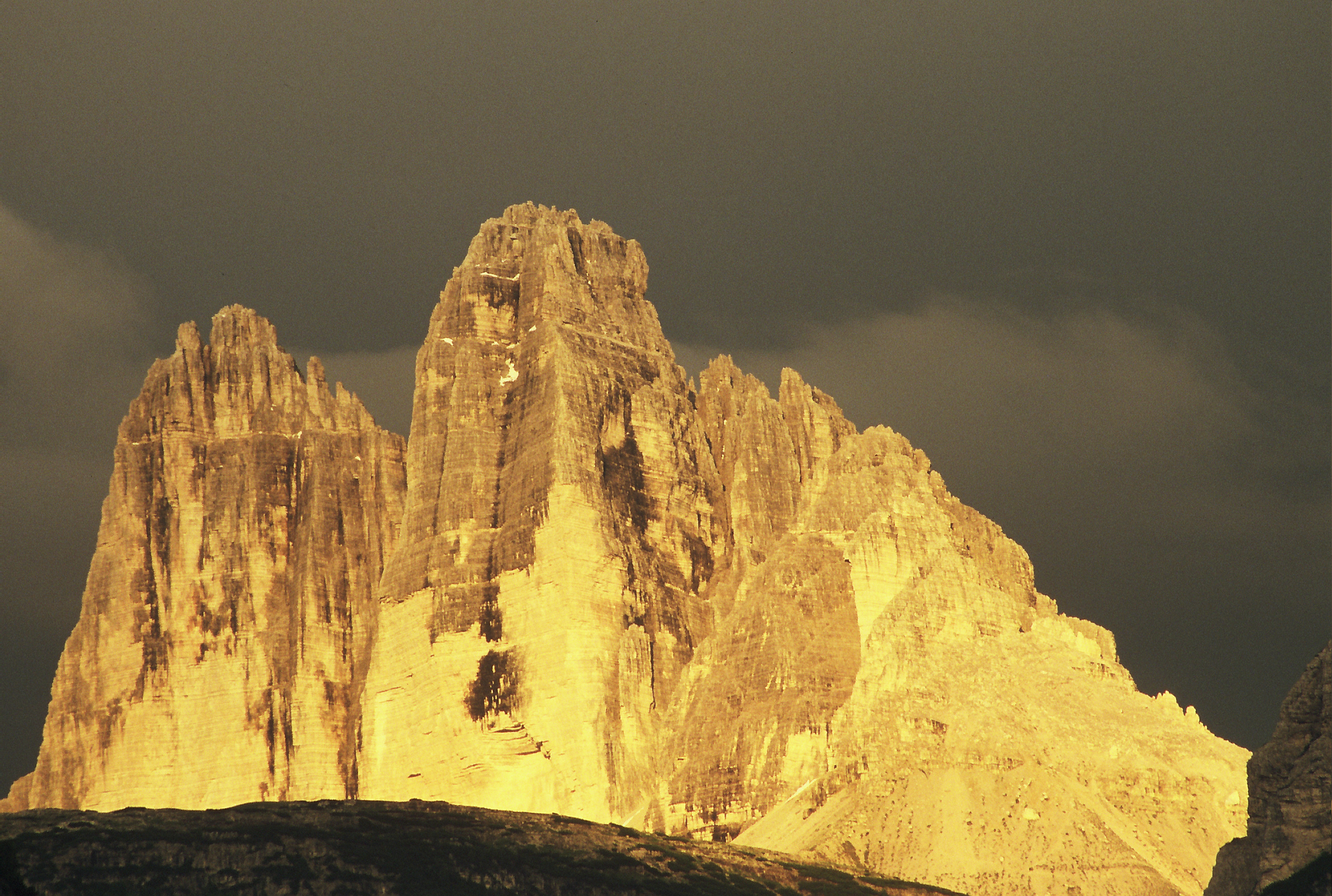
Blick von Höhlenstein (Landro) zur Großen (links) und Westlichen Zinne mit ihrem Vorbau (Croda degli Alpini, Il Mulo, Zinnenkopf)

Die 2973 m hohe Westliche Zinne (Cima Ovest), früher auch Vordere oder Landroer Zinne genannt, ähnelt in ihrer Form der Großen Zinne. Ihre Nordwand weist allerdings noch wesentlich stärker überhängende Passagen auf, die bis zu einer horizontalen Distanz von 40 Metern über den Wandfuß herausragen, so dass die Nordwand der Westlichen Zinne auch als „Größtes Dach der Alpen“ bezeichnet wird. Wegen ihres stufenförmigen Aufbaus wird sie auch häufig als „umgekehrte Riesentreppe“ beschrieben und gilt als eine der markantesten Felsformationen der Alpen.
Der Berg wird west- und südseitig von einem massiven Vorbau umgeben, der mit dem Torre Lavaredo 2536 m, dem Zinnenkopf (Sasso di Landro, 2736 m), Croda di Mezzo (2733 m), Croda del Rifugio, auch Hüttenkofel (ca.2730 m), Il Mulo (ca.2800 m), Croda degli Alpini (2865 m), Croda Longéres und Torre Comici (2780 m) mehrere weitere Gipfelpunkte aufweist. Dieser Vorbau ist von der Westlichen Zinne durch die Westliche Zinnenscharte getrennt, in seinem Westen liegt die Forcella Col di Mezzo. Im Osten ist der Westlichen Zinne zur Großen Zinnenscharte hin der Torre di Forcella della Grande vorgelagert.
Der Normalweg zur Westlichen Zinne führt von der Westlichen Zinnenscharte südwestseitig im Schwierigkeitsgrad II zum Gipfel, er ist heute hauptsächlich als Abstiegsroute von Bedeutung. Wichtige Routen sind der Dülferkamin (IV) in der Südwand, Innerkofler (IV) in der Ostwand, Langl/Löschner (IV) in der Nordostwand, die Demuthkante (Nordostkante, VII, V+ A0), Dülfer (IV+) in der Westwand und die Scoiattolikante (VIII, V+ A2). Durch die Nordwand führen die Schweizer Führe (VIII+, 6 A3), Cassin/Ratti (VIII, VI-A1), Baur-Dach (VI+ A3), Alpenliebe (IX), Jean-Couzy-Gedächtnisführe (auch Franzosenführe, X, 5+ A3), Bellavista (XI-, IX A3), PanAroma (XI-, IX A3) und Pressknödl (7c).
Die Erstbegehung der Westlichen Zinne erfolgte am 21. August 1879 von Süden.

### Kleine Zinne, Punta di Frida und Preußturm

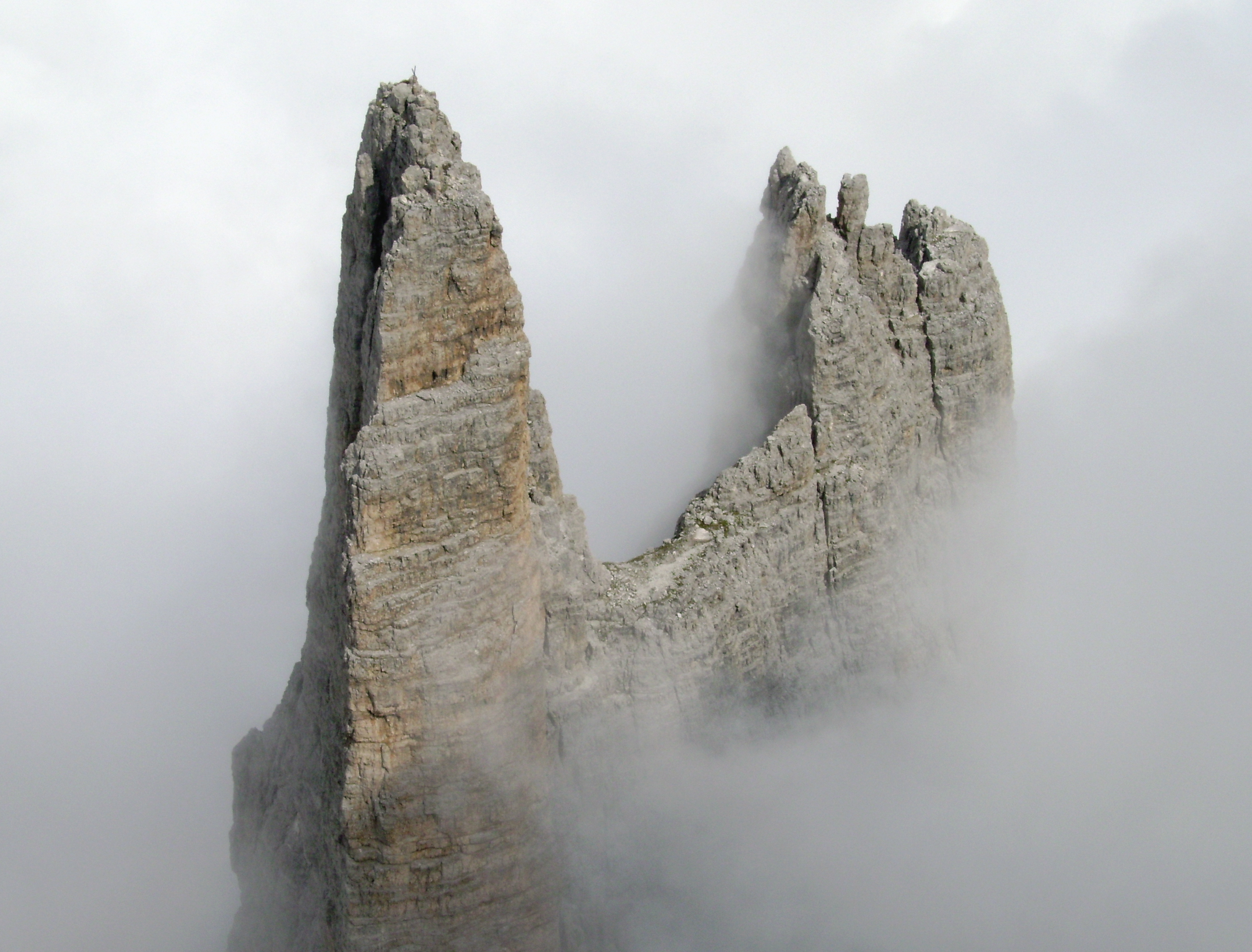
Gipfel der Kleinen Zinne, von der Nordostkante („Dibonakante“) der Großen Zinne gesehen. Rechts der südliche Vorgipfel Anticima. Blick auf die Südwestwand mit dem Normalweg

Das Massiv der Kleinen Zinne (Cima Piccola, 2857 m) ist im Vergleich zu Großer und Westlicher Zinne wesentlich stärker gegliedert und weist mit der Punta di Frida (2792 m) und dem Preußturm (2700 m) weitere bedeutende Gipfelpunkte auf. Weiterhin zu erwähnen sind die Anticima, ein südlicher Vorgipfel der Kleinen Zinne und die Allerkleinste Zinne (Torre Minor, oft auch nur als „Vorbau“ bezeichnet), ein kleiner Felsturm vor dem Preußturm.
Die Kleine Zinne, die sich durch die schlanke Form ihres Gipfelaufbaus von den anderen Zinnen unterscheidet, gilt mit einem Normalweg im Schwierigkeitsgrad IV (über die Südwestwand) als der am schwierigsten zu erreichende Zinnengipfel. Weitere wichtige Anstiege sind die Gelbe Kante (Spigolo Giallo, VI, V+ A0) an der Südkante, Innerkofler (IV+) und Fehrmannkamin (V+) an der Nordwand, Langl/Horn (V) an der Ostwand und Orgler (VI-), Egger/Sauscheck (VI+, V+ A0), Ötzi trifft Yeti (VIII+) und Gelbe Mauer (auch Perlen vor die Säue, IX-) an der Südwand.
Auf die Punta di Frida führt der Normalweg (III) von Westen sowie mehrere weitere Routen wie Dülfer (IV+) in der Nordwand oder Zelger (IV) in der Südostwand.
Der Preußturm (Torre Preuß), ursprünglich als Kleinste Zinne (Cima Piccolissima) oder Punta d’Emma bekannt, wurde 1928 nach Paul Preuß benannt, dem Erstbesteiger im August 1911. Während dieser Name in Italien schnell beliebt war, wurde er im deutschsprachigen Raum wegen Preuß’ jüdischer Herkunft bald verschwiegen und ausschließlich die (von Preuß selbst geprägte) Bezeichnung „Kleinste Zinne“ gebraucht. Seit den 1960er Jahren findet zunehmend wieder der Name „Preußturm“ Verwendung. Der wichtigste Anstieg ist der nordostseitig gelegene Preußriss (V), weiterhin sind die durch die Südostwand führenden Routen Cassin (VII-, VI A0) und Via Nobile (IX+) zu erwähnen.
Die Erstbesteigung der Kleinen Zinne erfolgte am 25. Juli 1881 von Südwesten.

## Geologie

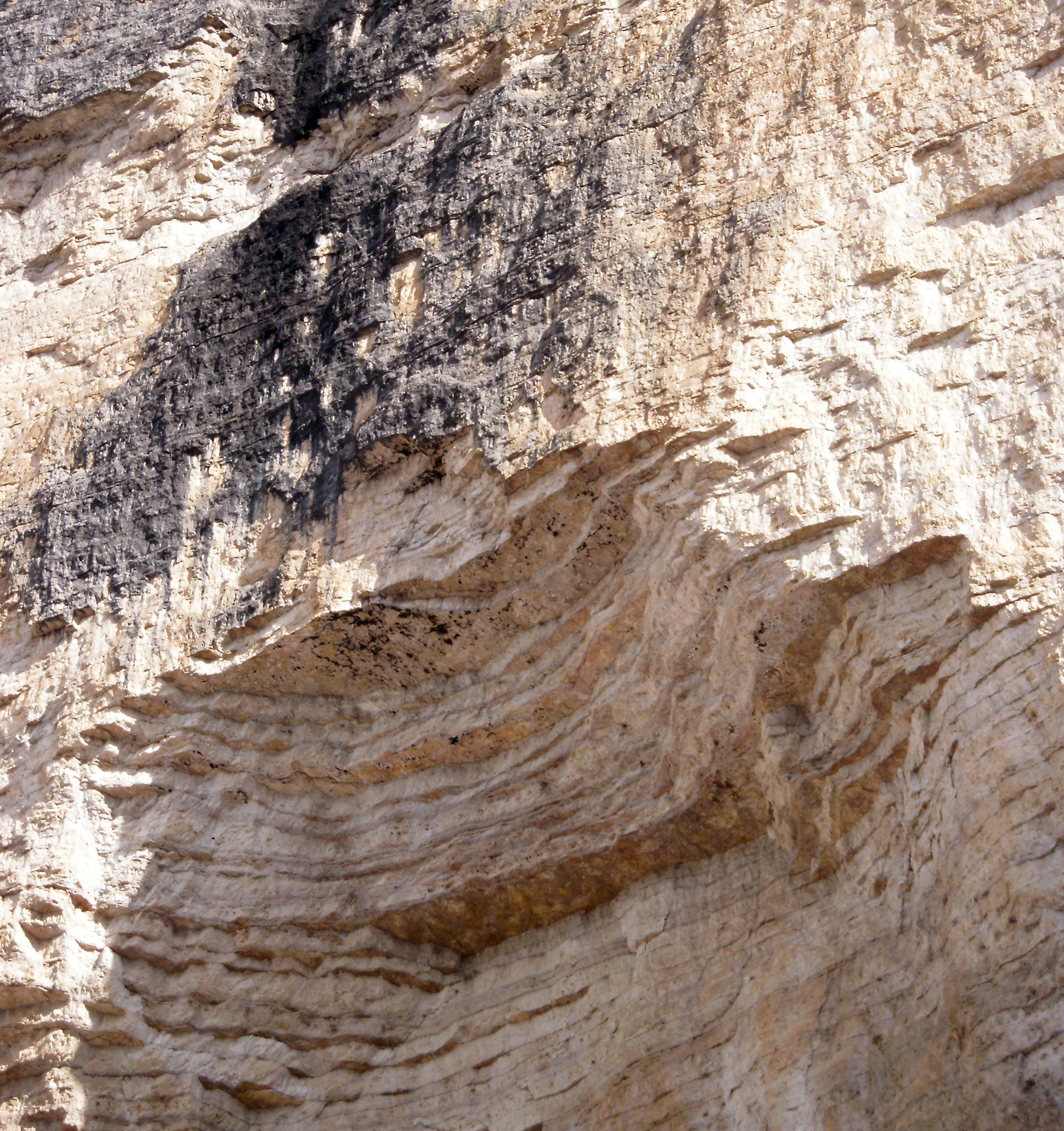
Die Nordwand der Westlichen Zinne. Deutlich erkennbar die waagrechte Bankung. Felsstürze führten dort zur Bildung des bis zu 40 Meter überhängenden Dachs. Oberhalb davon haben Cyanobakterien den Fels schwarz gefärbt.

Die Drei Zinnen bestehen aus Hauptdolomit, der in der Trias vor etwa 200 bis 220 Millionen Jahren durch Sedimentation in Flachwasserbereichen des Urmeeres Tethys entstand. Als Fossilien sind daher hauptsächlich marine Lebewesen wie Megalodonten und Gastropoden zu finden. Bedingt durch Gezeiten und andere Schwankungen des Meeresspiegels, die zu abwechselnden Perioden der Überflutung und des Trockenfallens weiter Landstriche führten, und gleichzeitiges stetiges Absinken des Untergrundes kam es zu einer Ablagerung des Gesteins in Form von übereinanderliegenden Schichten. Der Fels der Drei Zinnen weist daher eine deutliche und gleichmäßige Bankung auf, wobei zwischen den einzelnen Dolomitschichten dünne Lagen von Ton zu finden sind.
Im Zusammenspiel mit dieser horizontalen Bankung führten vertikale Klüfte zu Brüchen in rechtwinkligen Formen, die sich deutlich an den häufig würfelförmigen Felsbrocken der ausgedehnten Schutthalden am Fuß der steilen Wände zeigen. Wesentlicher Mechanismus der Erosion ist die Frostsprengung, die neben ständigem Steinschlag häufig auch größere Felsstürze zur Folge hat. So kam es etwa im Jahr 1948 zu einem großen Felssturz aus der Südwand der Großen Zinne, im Juli 1981 stürzte eine Felsbrücke zwischen Allerkleinster Zinne und Preußturm, die bis dahin häufig von Kletterern begangen worden war, in sich zusammen.
Gefördert wird das Wegbrechen großer Felsteile durch die Instabilität des Untergrunds. Das weitläufige Zinnenplateau, das die Basis der Gruppe bildet, ruht auf einem Sockel aus Schlerndolomit. Dieser wird von Moränen aus der Würmeiszeit, vor allem aber von relativ leicht verwitterbaren Gesteinen der Raibler Schichten überlagert. Die Erosion dieser Schichten entzieht den auf ihnen liegenden Felstürmen allmählich die Basis und führt zum Wegbrechen exponierter Felspartien. Diese bis heute anhaltenden Prozesse führten zur Entwicklung der steilen Formen der Zinnen und insbesondere der stark überhängenden Felsdächer der Nordwände.

## Klima, Flora und Fauna

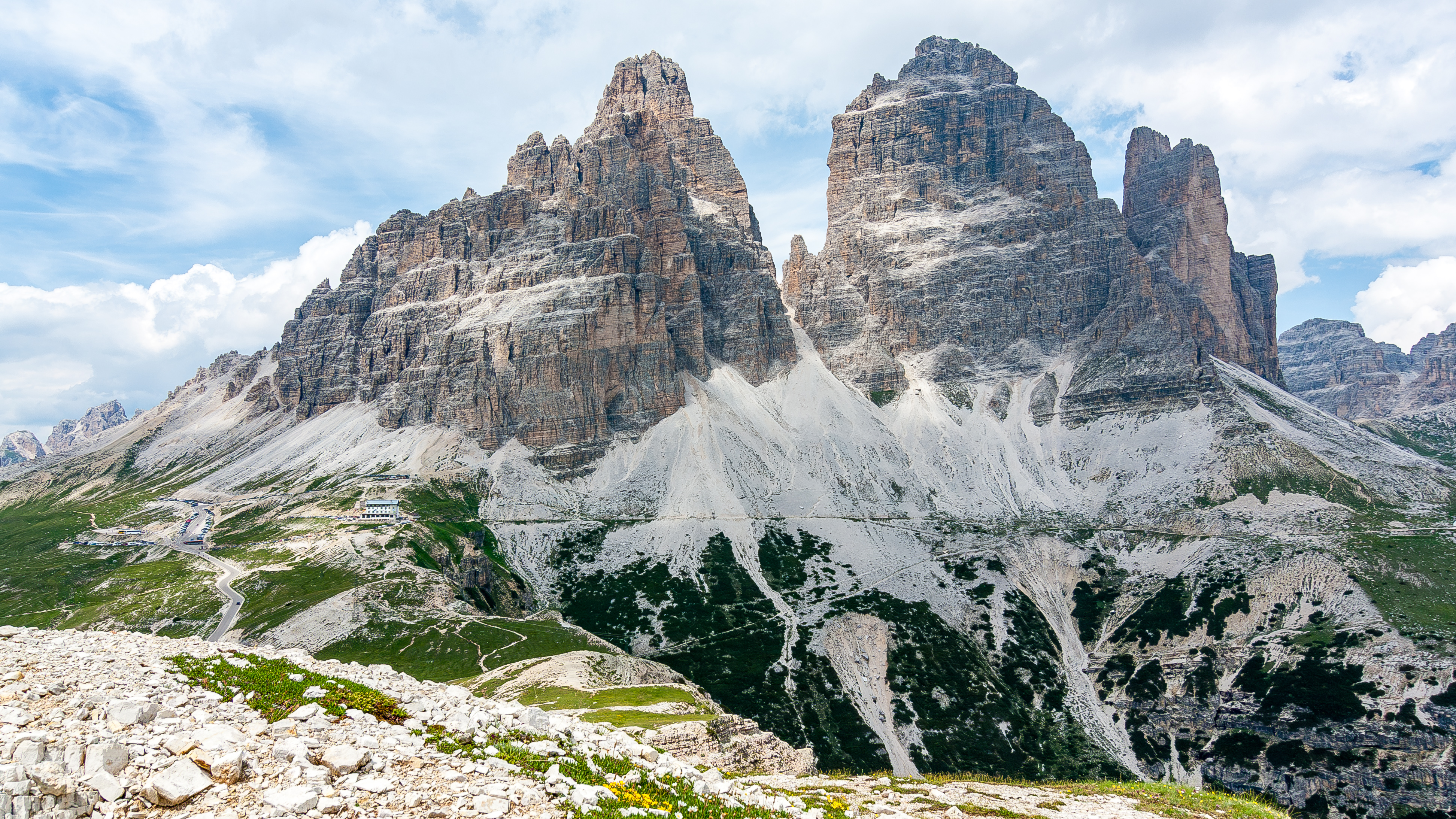
Die Drei Zinnen von Süden: links Westliche Zinne, Mitte Große Zinne, rechts Kleine Zinne

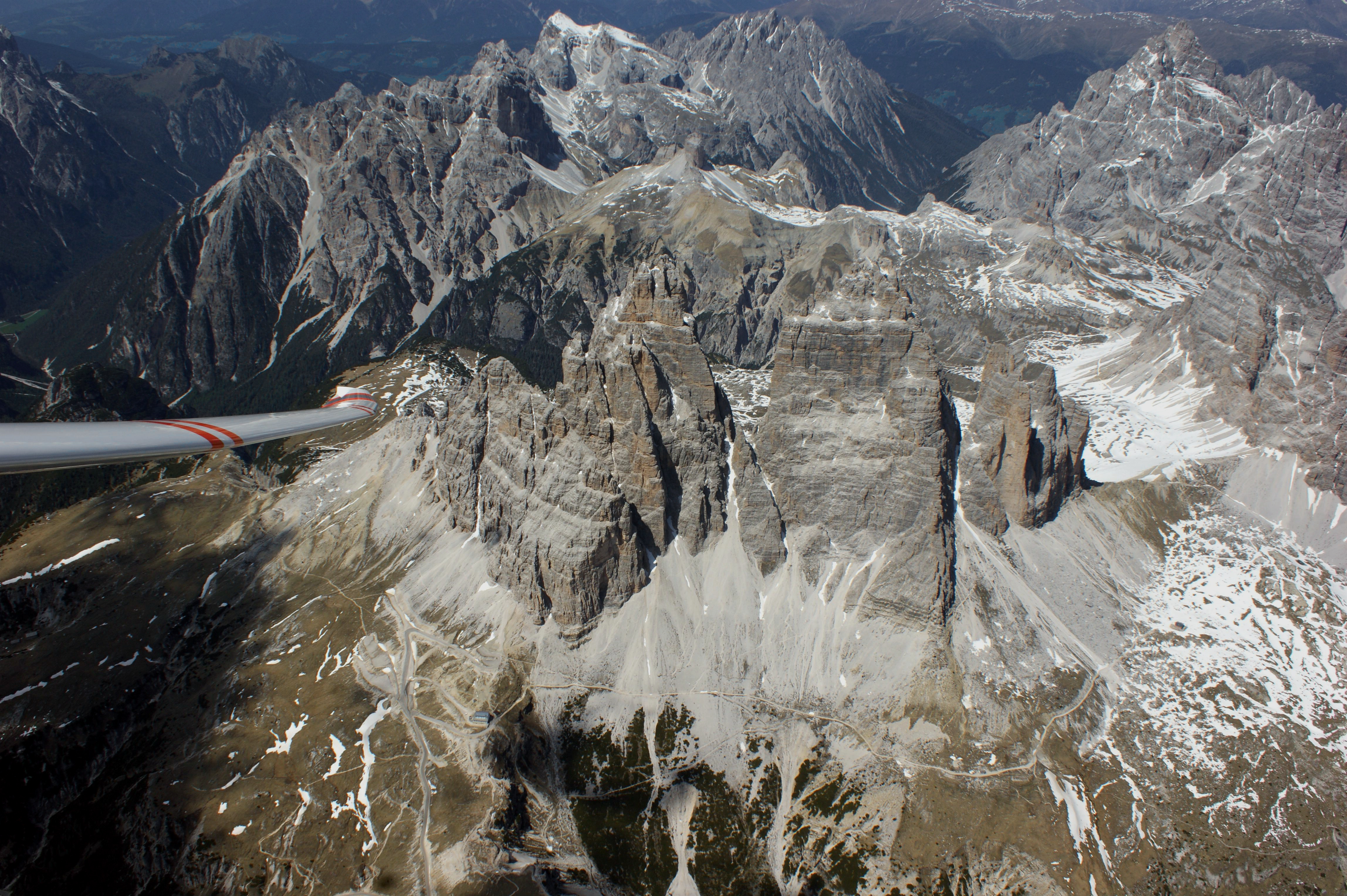
Südseite der Drei Zinnen vom Segelflieger aus fotografiert

Die Sextner Dolomiten sind auf allen Seiten von anderen Gebirgsgruppen umgeben. Diese geschützte Lage im Alpeninneren hat für die Höhenlage verhältnismäßig günstige klimatische Verhältnisse zur Folge. Dennoch kann es hier auch im Hochsommer zu heftigen Wetterstürzen kommen. In schattigen Schluchten und unterhalb der Nordwände bleibt Schnee meist bis spät in den Sommer, manchmal auch ganzjährig liegen, Vergletscherungen treten hier jedoch nicht auf.
Die alpinen Matten der Raibler Schichten dominieren das zur alpinen Höhenstufe gehörende Gebiet um die Drei Zinnen. Das Plateau um die Lange Alm wird als eines von nur wenigen Gebieten des Naturparks beweidet. Die alpinen Rasen- und Bergweiden fallen durch großen Blumenreichtum auf. Unter anderem gedeihen dort die Bärtige Glockenblume, das Edelweiß und der Clusius-Enzian. Dort kommt das Murmeltier in großer Zahl vor, ein weiteres erwähnenswertes Säugetier ist der Schneehase. Ein weiterer Bewohner dieser Lebenswelt ist die Gämse, der Steinbock hingegen kommt in den Sextner Dolomiten nicht vor. Als Vertreter der Vogelfauna sind Alpenschneehuhn, Kolkrabe und Steinadler zu erwähnen, auch der Uhu jagt manchmal in diesen Höhenlagen. Die Kreuzotter, insbesondere die schwarze Varietät Höllenotter, ist dort bis in die für Reptilien ungewöhnliche Höhe von 2600 m zu finden.
Die Vegetation auf den ausgedehnten Schutthalden und an den Südflanken der Zinnen ist von Pflanzen der Frostschuttzone geprägt, die an die Lebensbedingungen in den ständig in Bewegung befindlichen Geröllhalden angepasst sind. Dazu zählen Alpen-Leinkraut, Schild-Ampfer, Rundblättriges Hellerkraut, Dolomiten-Fingerkraut und Alpen-Mohn. In den Feldritzen selbst kompakter Wände finden sich der Sparrige Steinbrech, das Felsen-Kugelschötchen, die Zwerg-Miere und das seltene Blaue Mänderle. In den steilen, schattigen Nordwänden kommen kaum höhere Pflanzen vor. Den auffälligsten Bewuchs bilden hier neben einigen Moosen und Flechten ausgedehnte Teppiche von Cyanobakterien, die insbesondere in feuchten Felspartien in Form charakteristischer „Tintenstriche“ auftreten. Ein Säugetier, das bis in die Felszone hinaufsteigt, ist die Schneemaus. Der Mauerläufer und die Alpendohle jagen dort Insekten.

## Geschichte

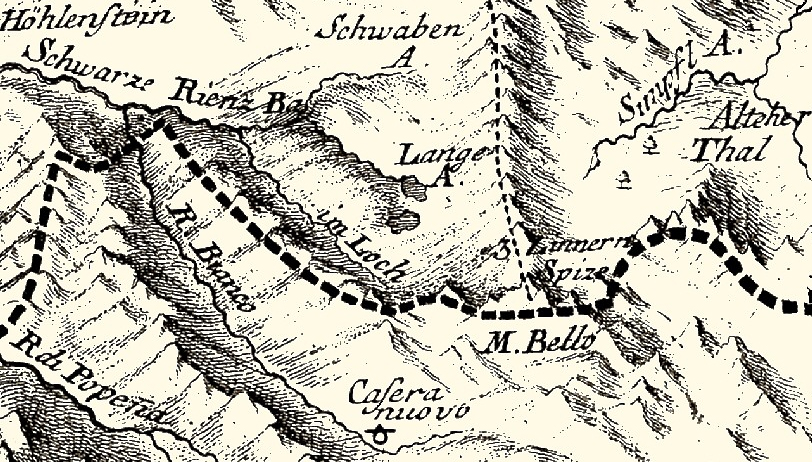
„3 Zinnern Spize“ im Atlas Tyrolensis

### Historische Namensformen
Der früheste Beleg für deutsche Bezeichnungen der Gipfelgruppe stammt aus dem Jahr 1501; er ist in einer Grenzbeschreibung des Landgerichts Welsberg in der Form gegen den Zwain Hohen Spizenn enthalten. Weitere Nennungen aus dem 16. und 17. Jahrhundert lauten Dreyspiz, dreÿ Spitz und auff gegen den Zwain hohen Spizenn. In Peter Anichs und Blasius Huebers Atlas Tyrolensis aus dem Jahr 1774 sind die Berge als 3 Zinnern Spize verzeichnet. In Johann Jakob Stafflers Tiroler Landestopographie von 1845 erscheint die Schreibweise Dreizinnen-Spitze. Die Österreichische Militärkarte von 1900 verwendet erstmals die heutige verkürzte Namensform Drei Zinnen. Bis 1940 war in Sexten und Innichen noch das altmundartliche Drei Zinte bekannt. Heute ist dialektal Drai Zinn gebräuchlich, zumal im Pustertal mundartlich die en-Endung wegfällt.

### Erstbesteigungen

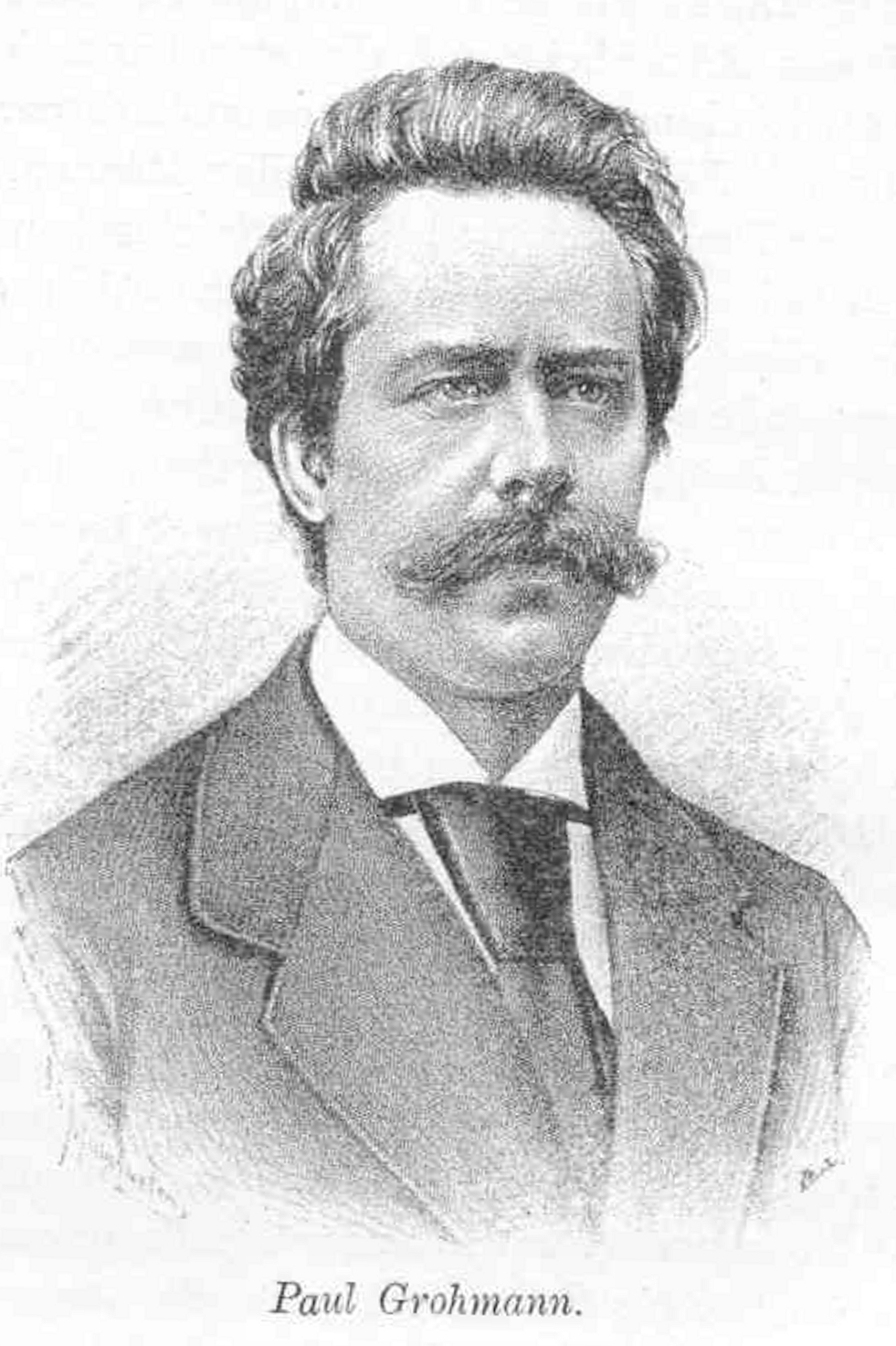
Paul Grohmann, Erstbesteiger der Großen Zinne

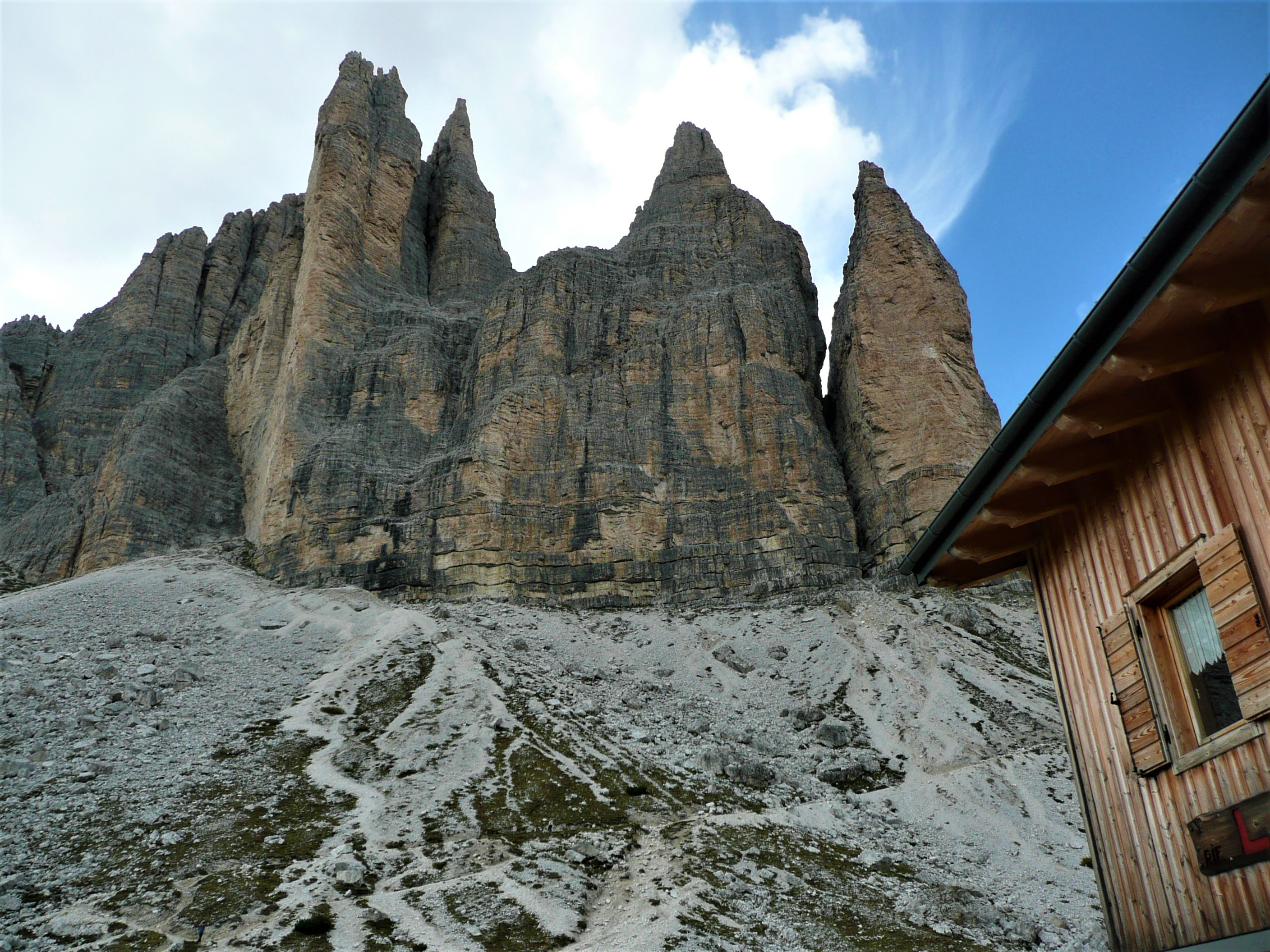
Massiv der Kleinen Zinne von der Lavaredohütte aus gesehen, von links nach rechts die Südwände der Anticima (Vorgipfel der Kleinen Zinne mit der Gelben Kante), der Kleinen Zinne (Hauptgipfel), der Punta di Frida und des Preussturms

Zu Beginn des 19. Jahrhunderts wurden die Dolomiten und mit ihnen die Drei Zinnen vom Alpinismus noch relativ wenig beachtet, man konzentrierte sich in dieser Zeit auf die hohen Gipfel der Westalpen. Berge, die weniger nach klassischem Expeditionsbergsteigen, sondern mehr nach klettertechnischem Können verlangten, rückten erst ab 1850 in den Mittelpunkt des Interesses. Die Erstbesteigung des Monte Pelmo durch John Ball 1857 und der Bau der Eisenbahnstrecke über den Brennerpass 1867 waren wichtige Daten für die Erschließung der Dolomiten.

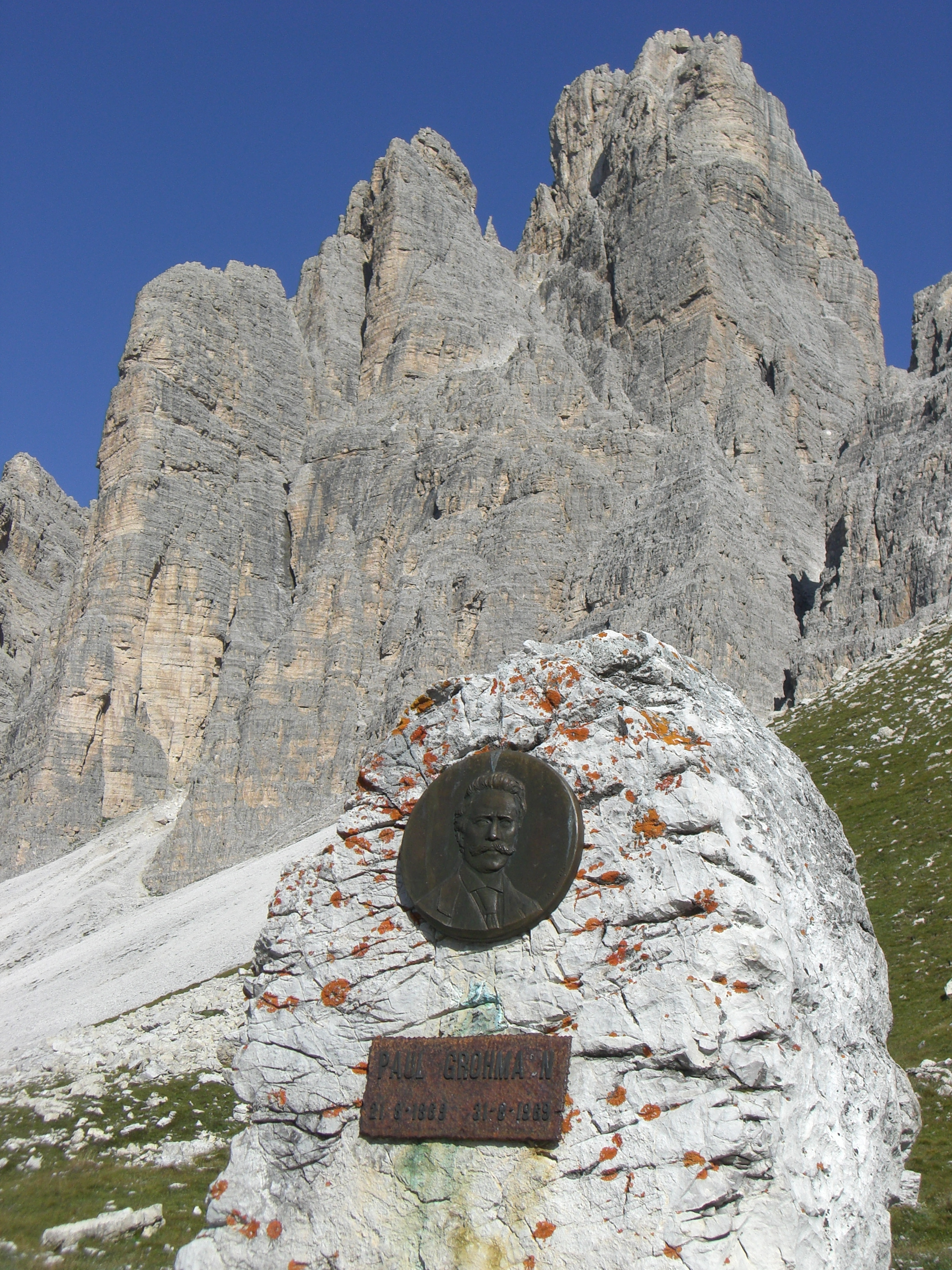
Westliche Zinne (Südostwand), vorne der Gedenkstein zur Erstbesteigung der Großen Zinne am Weg von der Auronzohütte zum Paternsattel

Der Wiener Alpinist Paul Grohmann, der sich seit 1862 der Erstbesteigung zahlreicher Dolomitenberge gewidmet hatte, wurde als erster Bergsteiger auf die Drei Zinnen aufmerksam, die er nicht aufgrund ihrer Höhe, sondern wegen der „Kühnheit ihres Baues“ als erstrebenswertes Gipfelziel ansah. Er engagierte im August 1869 die einheimischen Bergführer Franz Innerkofler und Peter Salcher für die Erstbesteigung der Großen Zinne. Franz Innerkofler, der bereits früher erste Erkundungen angestellt hatte, führte die Gruppe bereits beim ersten Versuch am 21. August in weniger als drei Stunden entlang dem heutigen Normalweg (III) zum Gipfel. Dies ist in etwa dieselbe Zeit, die auch heute noch für diese Route einkalkuliert wird. Grohmann gab auf der Basis von Luftdruckmessungen eine Höhe von 3015 Metern für den Gipfel an.
Die Westliche Zinne galt durch ihre geringere Höhe als weniger erstrebenswertes Ziel. Erst zehn Jahre nach der Erstbesteigung der Großen Zinne versuchten Luigi Orsolina und Gustav Gröger den Gipfel zu ersteigen. Im August 1879 kamen sie bis zu einem Felszacken in der Südflanke, den sie im Nebel für den Gipfel hielten. Wenige Tage später, am 21. August 1879, konnten Michel Innerkofler, ein Vetter von Franz Innerkofler, und Georg Ploner, Wirt in Schluderbach, den höchsten Punkt erreichen und den Irrtum aufklären.
Die Kleine Zinne galt wegen ihrer deutlich steileren Wände lange Zeit als unbesteigbar. Erste Versuche von Pietro Dimai und Richard Ißler (1878), sowie von Santo Siorpaes und Ludwig Grünwald (1881) über die Nordwand scheiterten, Siorpaes und Grünwald erreichten jedoch den Gipfel der Punta di Frida. Am 25. Juli 1881 sollten die Führer Michel und Hans Innerkofler den Wiener Josef von Schlögl-Ehrenburg auf die Kleine Zinne führen, ließen diesen jedoch am Einstieg zurück und erreichten über die Südwestseite den Gipfel. Sie benötigten für die Durchsteigung nur eineinhalb Stunden, heute wird laut Führerliteratur eine Zeit von zwei bis drei Stunden veranschlagt. Diese Besteigung galt als die schwierigste bis dahin durchgeführte Kletterei (Schwierigkeitsgrad IV). und als Meilenstein in der Entwicklung des Kletterns im steilen Fels, das sich so durch eine stärkere Betonung der sportlichen Komponente vom klassischen Alpinismus zu emanzipieren begann.
Die weiteren Gipfel der Gruppe wurden erst später erschlossen: Paul Preuß und Paul Relly eröffneten 1911 den Preußriss an der Kleinsten Zinne, die daraufhin in Preußturm umbenannt wurde. Der Torre Lavaredo wurde 1928 erstbestiegen, 1929 folgten die Croda degli Alpini und die Croda Longéres. Il Mulo wurde 1937 zum ersten Mal erklettert, der Torre Comici 1945. Die „Gelbe Kante“ (UIIA VI) wurde 1933 von Mary Varale zusammen mit Emilio Comici und Renato Zanutti erstbegangen.

### Erschließung neuer Routen
In den ersten Jahren nach den Erstbesteigungen spielten fast ausschließlich Besteigungen über die Normalwege eine Rolle. Diese wurden nun auch erstmals von Frauen (Anna Ploner 1874, zweite Besteigung der Großen Zinne; Ada von Sermoneta 1882 Kleine Zinne; Frau Eckerth 1884 Westliche Zinne) bestiegen. Die erste Besteigung eines Zinnengipfels ohne die Hilfe eines einheimischen Führers durch Otto und Emil Zsigmondy, Ludwig Purtscheller und Heinrich Koechlin (Kleine Zinne, 23. Juli 1884) wurde als wichtiger Schritt in der Entwicklung des führerlosen Bergsteigens angesehen. Die Brüder Zsigmondy, Purtscheller und Koechlin folgten bei ihrer führerlosen Besteigung der Kleinen Zinne nicht genau der Route der Erstbesteiger von 1881, sondern eröffneten am Gipfelturm eine Variante (Zsigmondy-Kamin, Schlüsselstelle der neuen Route), welche heute als Normalweg und damit leichtester Aufstieg zum Gipfel gilt.
Zu dieser Zeit lag der Schwerpunkt des alpinistischen Interesses noch auf dem Erreichen des Gipfels auf dem Weg des geringsten Widerstandes, das Erschließen alternativer schwierigerer Anstiege setzte sich nur langsam durch. 1881 folgte durch Michael Innerkofler und Louis Tambosi die erste Begehung einer neuen Route an den Zinnen, diese stellte aber nur eine Variante durch den unteren Teil der Südwand der Großen Zinne dar. Erst am 28. Juli 1890 wurde mit der Nordwandführe an der Kleinen Zinne durch Sepp Innerkofler, Veit Innerkofler und Hans Helversen eine bedeutende Neutour unternommen. Diese wird mit dem Schwierigkeitsgrad IV+ heute zwar nur um einen halben Grad schwieriger bewertet als der Normalweg, wurde aber damals als bei weitem schwierigste Kletterei der Dolomiten angesehen. In den nächsten Jahren folgten mehrere Neueröffnungen, so die Ostwand der Großen Zinne unter der Führung von Antonio Dimai 1897 und die Ostwand der Westlichen Zinne, geführt durch Sepp und Michl Innerkofler 1899. 1906 versuchten Giovanni Siorpaes, Sepp Innerkofler und Adolf Witzenmann eine Durchsteigung der Ostwand der Kleinen Zinne, die sie aber nur mit Seilhilfe von oben bewältigten. Otto Langl und Ferdinand Horn konnten diese Route 1907 vollenden und die erste Zinnenroute im V. Grad eröffnen. Die Dibonakante an der großen Zinne, heute einer der beliebtesten Wege, wurde von Rudl Eller 1908 erstbegangen, bekannt wurde jedoch die Begehung durch Angelo Dibona 1909, nach dem die Route schließlich benannt wurde. Ebenfalls 1909 erschlossen Rudolf Fehrmann und Oliver Perry-Smith den Fehrmannkamin an der Nordwand der Kleinen Zinne. Hans Dülfers Route von 1913 durch die Westwand der Großen Zinne galt für lange Zeit als die schwierigste an den Zinnen.

### Erster Weltkrieg

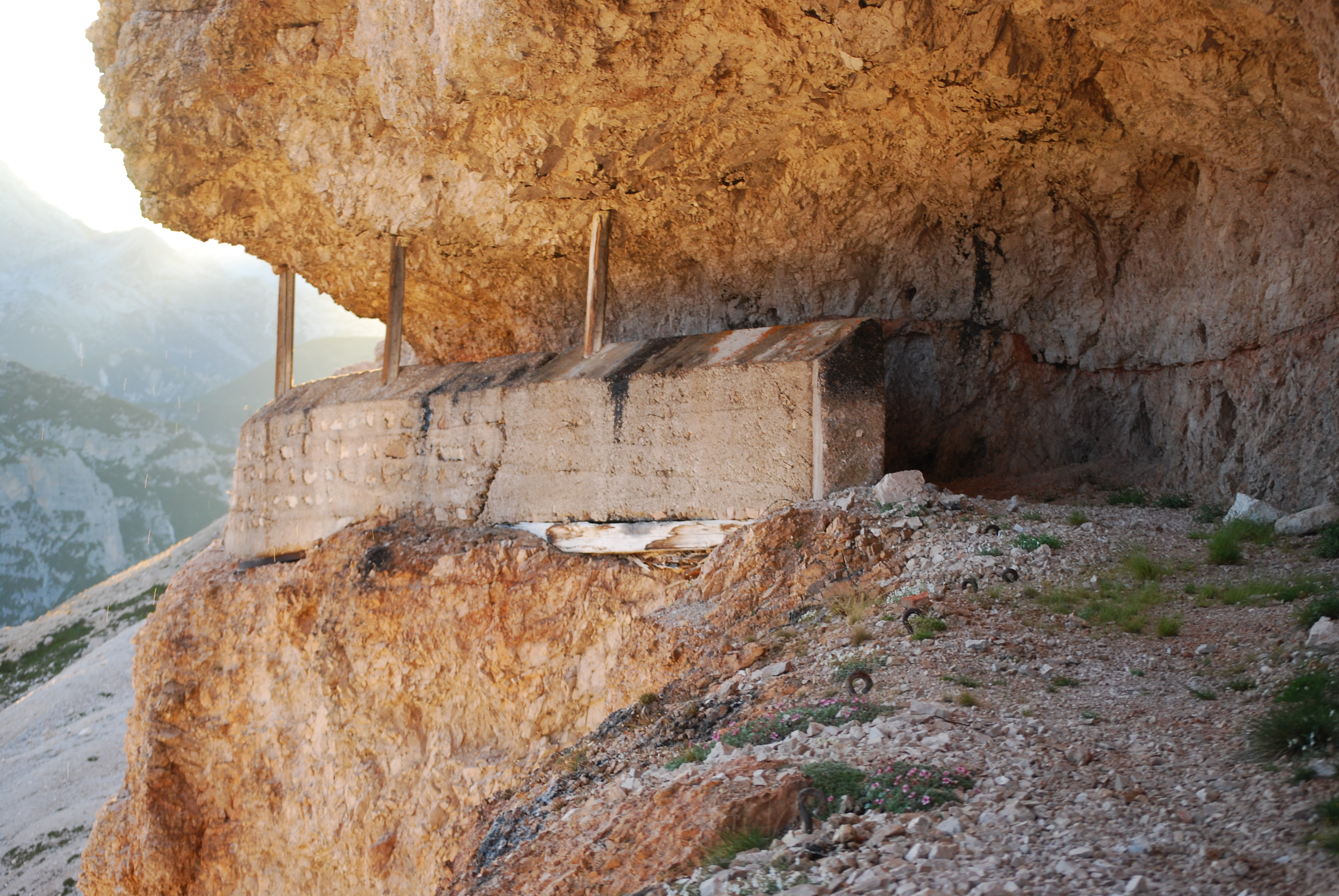
Reste italienischer Kriegsanlagen nahe der Auronzohütte

Stellung der Kaiserschützen nördlich des Zinnenplateaus (Schwalbenjöchl)

Nach der Kriegserklärung Italiens an Österreich am 23. Mai 1915 begann der Gebirgskrieg innerhalb weniger Tage auch entlang der Linie Paternkofel–Paternsattel–Drei Zinnen–Forcella Col di Mezzo, die damals die Staatsgrenze und die Frontlinie darstellte. Am 25. Mai wurde die Dreizinnenhütte von italienischer Artillerie zerstört, am 26. Mai folgte ein österreichischer Angriff auf den von Italien gehaltenen Paternsattel. Eine Patrouille versuchte hierbei, die Östliche Zinnenscharte zu erreichen, um die Verstärkung der italienischen Truppen durch Alpini von der Forcella Col di Mezzo abzufangen. Wegen Vereisung des steilen Geländes war dies jedoch nicht möglich, sodass noch am gleichen Abend ein Rückzug vom zwischenzeitlich eingenommenen Paternsattel nötig wurde. Daraufhin folgte ein Ausbau der italienischen Stellungen, die vom Paternsattel bis unmittelbar unterhalb des Preußturms reichten. Im Vergleich zu anderen Bergen der Umgebung wie dem Paternkofel oder dem Toblinger Knoten, die für den Krieg massiv mit Stellungen ausgebaut wurden und auf denen es auch zu Kampfhandlungen kam, blieben die Drei Zinnen selbst in der Folge vom unmittelbaren Kampfgeschehen weitgehend verschont. Sie waren jedoch als Aussichtspunkte von strategischer Bedeutung, deren Nutzung allerdings alpinistisch sehr anspruchsvoll war.  Im Juli 1915 begann das italienische Heer mit großem Aufwand einen Scheinwerfer auf den Gipfel der Großen Zinne zu transportieren. In der Nacht vom 14. auf den 15. August wurde er in Betrieb genommen und leuchtete die österreichischen Stellungen auf dem Zinnenplateau aus. Auch eine Kanone wurde bis in den oberen Teilbereich des Berges befördert. Die Scharten zwischen den Zinnen waren durchgehend von italienischen Feldwachen besetzt. Im Zuge des Krieges erfolgte auch ein Ausbau der alpinen Versorgungswege, die die Basis der verkehrstechnischen Erschließung dieses Gebiets bildeten. Südöstlich der Großen Zinne wurden 1928 am Weg zum Paternsattel ein Kriegerdenkmal und die Alpinikapelle (Cappella degli Alpini, 2314 m) errichtet.

### Die Nordwände

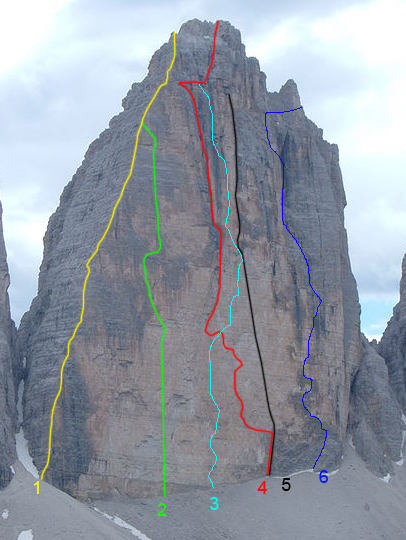
Bekannte Routen an der Nordwand der Großen Zinne: 1 = Dibonakante, 2 = Via Camillotto Pellesier, 3 = Das Phantom der Zinne, 4 = Hasse/Brandler (Direttissima), 5 = Sachsenweg (Superdirettissima), 6 = Comici/Dimai

In den Jahren nach dem Ersten Weltkrieg fanden an den Zinnen kaum alpinistische Aktivitäten statt. Ab 1930 erschienen durch das Erreichen des VI. Schwierigkeitsgrades in den 1920er Jahren die Überwindung der bis dahin für unkletterbar gehaltenen Nordwände von Großer und Westlicher Zinne erstmals möglich. 1933 erreichten Fritz Demuth, Ferdinand Peringer und Sepp Lichtenegger an der Nordostkante der Westlichen Zinne bereits den unteren VI. Grad.
Am 13. und 14. August 1933 gelang schließlich Emilio Comici mit Giovanni und Angelo Dimai nach einer Aufstiegszeit von drei Tagen und zwei Nächten die Erstdurchsteigung der Nordwand der Großen Zinne. Der Stil dieser Erstbegehung war durch das Schlagen vieler Haken und technisches Klettern geprägt und wurde kontrovers diskutiert. «Eine ganze Galerie von Haken spickte den Riss und die Überhänge. Die Italiener hatten einige Tage zur Erstbegehung gebraucht und saubere Arbeit geleistet», schrieb der deutsche Bergsteiger Anderl Heckmair, als er 1935 die Comici-Route kletterte. Dieses Vorgehen galt vielen Vertretern des klassischen Alpinismus als unethisch, die Besteigung wurde als „Farce“ bezeichnet und etwa von Julius Kugy sogar als Beweis der Nichtersteigbarkeit der Nordwand interpretiert. 1937 wiederholte Comici die Begehung der Route als Reaktion auf die Kritik im Alleingang und größtenteils seilfrei. Bereits 1933 war ihm mit der Gelben Kante an der Kleinen Zinne eine weitere wichtige Erstbegehung gelungen.
1935 konnten sich Riccardo Cassin und Vittorio Ratti gegen Hans Hintermeier und Josef Meindl, die bereits längere Zeit an der Route arbeiteten, durchsetzen und als Erste die Nordwand der Westlichen Zinne durchsteigen. Dies war die bis dahin schwierigste Tour an den Drei Zinnen. Im selben Jahr errichteten Sextner Bergführer das drei Meter hohe eiserne Gipfelkreuz auf der großen Zinne.

### Das Direttissima-Zeitalter
Nach dem Zweiten Weltkrieg waren technische Hilfsmittel und insbesondere Bohrhaken leichter verfügbar. Dies ermöglichte das Anbringen von Sicherungspunkten unabhängig von natürlichen Felsstrukturen wie etwa Rissen und damit eine direktere, an der Falllinie orientierte Routenführung. Vom 6. bis 10. Juli 1958 erschlossen Dietrich Hasse, Lothar Brandler, Sigi Löw und Jörg Lehne mit 180 Normal- und 14 Bohrhaken eine Route an der Nordwand der Großen Zinne, der bis dahin direkte Anstieg durch eine große Wand. Diese Direttissima (auch Hasse/Brandler) prägte den Klettersport der nächsten Jahre, in denen der Direttissimastil mit dem Versuch, möglichst der „Linie des fallenden Tropfens“ zu folgen, zum Ideal erhoben wurde. Die ersten Direttissimas an der Westlichen Zinne waren 1959 die Jean-Couzy-Gedächtnisführe von René Desmaison und Pierre Mazeaud und die Schweizerführe, die als erste Route das große Dach streifte. Im Januar 1963 folgte an der Großen Zinne die Superdirettissima (Sachsenweg), die fast keine Abweichung von der Falllinie mehr aufwies. 1967 eröffneten Enrico Mauro und Mirco Minuzzi mit 340 Bohrhaken die Via Camillotto Pellesier an der Großen Zinne, 1968 durchstiegen Gerd Baur und die Brüder Rudolph mit extremem technischem Aufwand direkt das Dach der Westlichen Zinne.

### Modernes Sportklettern

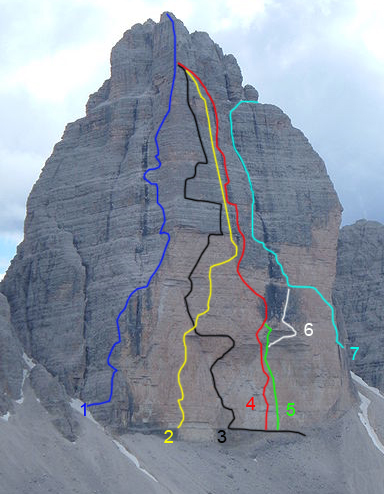
Einige Routen an der Westlichen Zinne: 1 = Demuthkante, 2 = Alpenliebe, 3 = Franzosenführe, 4 = Schweizerführe, 5 = Bellavista, 6 = Pan Aroma, 7 = Cassin/Ratti

Als in den 1970er Jahren die technisch aufwändige Erschließung immer stärker kritisiert wurde und der Gedanke des Freikletterns an Einfluss gewann, versuchten Kletterer erstmals, die technischen Routen in den Nordwänden der Zinnen ohne Zuhilfenahme der Haken zu bewältigen. 1978 (oder bereits früher) konnte erstmals die Comici-, 1979 auch die Cassinführe rotpunkt durchklettert werden. In den nächsten Jahren folgten freie Durchsteigungen von weiteren Routen wie Egger/Sauscheck, Gelber Kante und Cassin an der Kleinen Zinne und am Preußturm, 1987 kletterte Kurt Albert mit der Schweizerführe und der Hasse-Brandler auch zwei Direttissimarouten rotpunkt. 1999 folgte die Jean-Couzy-Gedächtnisführe und 2003 die Via Camillotto Pellesier. Die erste frei gekletterte Neutour an den Nordwänden war 1988 die Alpenrose durch Michal und Miroslav Coubal, gefolgt von Phantom der Zinne 1995 an der Großen und Alpenliebe 1998 an der Westlichen Zinne. Mit der später als Gelbe Mauer bekannten Route Perlen vor die Säue (1996) und Via Nobile (1997) richteten Kurt Albert und Stefan Glowacz auch mit zahlreichen Bohrhaken ausgestattete moderne Sportkletterrouten ein.
Im März 2000 eröffnete Alexander Huber mit Bellavista eine nur mit Normalhaken abgesicherte Route am Rand des Baur-Dachs in der Westlichen Zinne, die er 2001 auch rotpunkt beging. Es war die erste alpine Route im XI. Schwierigkeitsgrad, bis heute gilt sie als eine der weltweit schwierigsten alpinen Kletterrouten. 2007 konnte Huber mit Pan Aroma eine weitere Tour derselben Schwierigkeit direkt durch die Dachzone legen.

### Enchaînements
Die geringen Distanzen zwischen den Gipfeln der Drei Zinnen boten schon früh Gelegenheiten zum Aneinanderreihen mehrerer Routen unmittelbar hintereinander (Enchaînement). Bereits 1881 bestieg Demeter Diamantidi, geführt von Michel und Hans Innerkofler die Gipfel aller Drei Zinnen an einem Tag. 1955 konnten Gottfried Mair und Toni Egger mit Comici und Cassin erstmals zwei Nordwandführen an einem Tag durchsteigen, 1961 gelangen Claudio Barbier solo an einem Tag die Nordwände aller Drei Zinnen, der Punta di Frida und des Preußturms. Thomas Bubendorfer kletterte 1988 an einem Tag drei Nordwandrouten und bestieg die Marmolata und die Pordoispitze. Der Stil dieser Unternehmung wurde jedoch kritisiert, da er die Routen mit Hilfe eines Helikopters verband. Im Jahr 2008 kombinierte Thomas Huber die schwierigen Nordwandrouten Alpenliebe, Phantom der Zinne und Ötzi trifft Yeti an einem Tag, wobei er die Abstiege jeweils als Base-Jump durchführte.
Am 17. März 2014 gelang dem Schweizer Ueli Steck und Michael Wohlleben die Begehung der drei klassischen Routen durch die Nordwand im Winter. Sie verbanden Cassin an der Westlichen Zinne, Comici an der Großen Zinne und Innerkofler mit Nordwandeinstig an der Kleinen Zinne.

### Alleingänge
1937 bereits wiederholte Emilio Comici seine Nordwandroute im Alleingang, wobei er einen Großteil des Weges seilfrei kletterte. 1959 hatte Claudio Barbier bei der ersten Alleinbegehung der Cassin Erfolg. Bei diesen Alleingängen wurde noch auf die Hilfe von Haken zurückgegriffen, Heinz Mariacher kletterte 1972 die Nordwände bereits weitgehend frei. 2002 kletterte Alexander Huber die Direttissima Hasse/Brandler free solo, damals eine der schwierigsten Free-Solo-Begehungen weltweit. 2002 konnte Much Mayr mit der ihm bis dahin völlig unbekannten Cassin eine weitere schwierige Zinnenroute seilfrei durchklettern. Ueli Steck kletterte 2010 die Routen Cassin (Preußturm), Gelbe Kante (Kleine Zinne) und Comici (Große Zinne) an einem Tag free solo.

### Massentourismus und Vermarktung

Die Drei Zinnen als Werbemotiv, ca. 1900

Im Bewusstsein der ansässigen Bevölkerung scheinen die Drei Zinnen bis ins 19. Jahrhundert kaum eine besondere Rolle gespielt zu haben. So ist etwa im Gegensatz zu vielen anderen markanten Felsformationen in der Umgebung keine Sage über die Zinnen bekannt. In Reiseberichten aus dem frühen 19. Jahrhundert sind nur grobe Beschreibungen aus großer Entfernung zu finden. Ab der zweiten Hälfte des 19. Jahrhunderts wurde das Hochpustertal zu einem Ziel für Sommerfrischler. Reiseberichte, die die internationale Bekanntheit der Drei Zinnen wesentlich steigerten, waren The Dolomite Mountains von Josiah Gilbert und George Cheetham Churchill 1864 und Untrodden peaks and unfrequented valleys. A midsummer ramble in the Dolomites von Amelia Edwards im Jahre 1873. Darüber hinaus waren die zu dieser Zeit in Mode gekommenen Ansichtskarten Grundlage für die bald steigende Popularität der Drei Zinnen auch außerhalb von Alpinistenkreisen. In Höhlenstein, dem einzigen Talort mit Blick auf die Zinnennordwände, entstand eine Kolonie von Luxushotels.
Der Erste Weltkrieg brachte zwar den Tourismus zum Erliegen, die Bilder von den Kämpfen am Zinnenplateau steigerten jedoch den Bekanntheitsgrad der Berge. In der Kriegspropaganda dienten die Zinnen auf beiden Seiten als Sinnbilder für das Gebirge schlechthin. Sie wurden dabei als Grenzmarkierung und Festung inszeniert. Bekannt wurde etwa ein Bild von der Bergung der Leiche des 1915 am Paternkofel gefallenen Sepp Innerkofler im Jahr 1918. Die Darstellung des Leichenzugs vor dem Hintergrund der Zinnen diente zur Verklärung Innerkoflers als Märtyrer und verfestigte den Mythos der Berge. Während der folgenden Zeit des Faschismus stilisierten südtirolpatriotische Bewegungen die Drei Zinnen zu einer Ikone Gesamttirols, wobei das Bild der Berge mit religiöser und politischer Symbolik aufgeladen wurde. So symbolisierten die Drei Zinnen auf Postkarten und Plakaten die ehemalige Gesamttiroler Grenze, indem sie etwa bei der Darstellung kämpfender Tiroler als Hintergrund dienten. Besonderen Anteil an der Popularisierung der Ansicht der Drei Zinnen hatte die Landschaftsfotografie, die zu dieser Zeit in Südtirol eine Blüte erlebte. Die vordergründig ideologiefreien Gebirgsaufnahmen transportierten in verdeckter Form politische Botschaften, die den Repressionen des faschistischen Staates kaum zugänglich war.
Bereits aus dem Jahr 1900 sind erste Verwendungen der Drei Zinnen in der Werbung bekannt, bis heute wird ihr Name häufig als Werbeträger genutzt. Insbesondere Gastronomiebetriebe der näheren Umgebung verwenden die Drei Zinnen gern als Namensbestandteil: so wird Toblach als „Gemeinde der Drei Zinnen“ beworben. Seit 1998 wird ein knapp 20 Kilometer langer Berglauf von Sexten zur Dreizinnenhütte ausgetragen, der als „Drei-Zinnen-Lauf“ bezeichnet wird. In der Tourismuswerbung Südtirols stellen die Drei Zinnen ein häufig verwendetes Sujet dar. Der NS-Schriftsteller Karl Springenschmid nannte die Gipfelgruppe „Gottes eigenwilligste Schöpfung der Alpen“. Die italienische Post gab ab 24. Juli 2008 eine Briefmarke mit einer Zeichnung der Berge im Rahmen der Serie Tourismus heraus. Stilisierte Darstellungen der Zinnen sind in den Logos mehrerer Unternehmen zu finden. Ihre Form wurde auch von einer Fruchteissorte namens Dolomiti nachempfunden, die in den 1980er Jahren populär war.

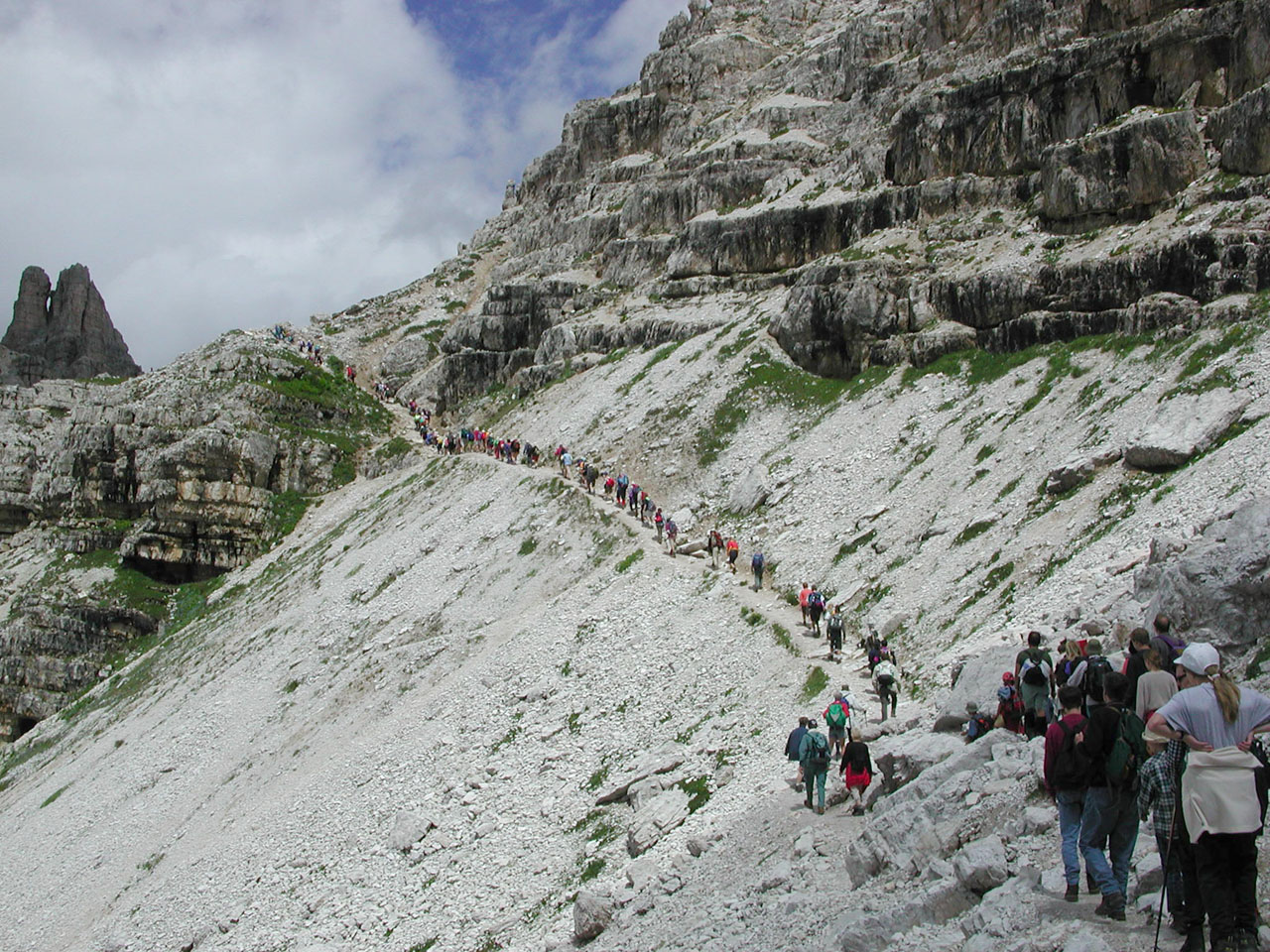
Wanderer auf dem Weg zur Dreizinnenhütte

Der Wandertourismus erlebte zu Beginn des 20. Jahrhunderts einen ersten Höhepunkt. Im Jahr 1908 besuchten bereits mehr als 2000 Menschen die 1881 erbaute Dreizinnenhütte. In der Zwischenkriegszeit nahm der Tourismus weiter zu. Nach dem Zweiten Weltkrieg wurden viele alte Kriegswege, darunter auch die Auronzostraße, für touristische Zwecke ausgebaut, was einen neuerlichen Anstieg der Besucherzahlen zur Folge hatte. Eine Verlängerung der Autostraße bis zur Dreizinnenhütte wurde bereits des Öfteren in Erwägung gezogen, bislang aber verhindert.
Die Umrundung der Drei Zinnen gilt als eine der beliebtesten Wanderstrecken der Dolomiten, da das Gebiet durch die mautpflichtige Straße zur Auronzohütte leicht erreichbar ist. Der Weg von der Auronzohütte zum Paternsattel und zur Dreizinnenhütte ist darüber hinaus sehr breit ausgebaut und weist nur geringe Steigungen auf. Er ist daher auch für ungeübte Wanderer leicht begehbar, sodass es an manchen Tagen durch den hohen Andrang zu regelrechten Staus kommt. Die Dreizinnenhütte bietet 140 Übernachtungsplätze an, mit den zahlreichen Tagesgästen hat sie bis zu 2000 Besucher täglich zu verzeichnen.

## Radsport
Die asphaltierte Mautstraße zum Rifugio Auronzo (2304 m) ist ein beliebter Anstieg bei Radsportlern. Auch der Giro d’Italia, das größte Radrennen Italiens, ging seit dem Jahr 1967 sieben Mal im Schatten der Drei Zinnen zu Ende. Die Auffahrt beginnt beim Lago di Misurina, wo eine kleine Straße von der breiteren SP49 abzweigt. Der erste Kilometer weist bereits eine durchschnittliche Steigung von 10,6 % auf und beinhaltet Rampen von bis zu 18 %. Beim Lago Antorno flacht die Straße im Anschluss ab und es folgt eine rund ein Kilometer lange Abfahrt, die zur Mautstelle führt. Nach einem weiteren flachen Kilometer beginnen die letzten vier Kilometer, die im Schnitt eine Steigung von 11,7 % aufweisen. Im oberen Teil überquert die Mautstraße die Baumgrenze und führt über sechs Kehren zum höchsten Punkt, wo sich mehrere Parkplätze befinden. Die maximale Steigung im oberen Teil beträgt erneut rund 18 %. Insgesamt werden auf den 7,2 Kilometern des Anstiegs 547 Höhenmeter zurückgelegt.
Um zum Einstieg des eigentlichen Anstieges zu gelangen, muss zunächst entweder der Passo Tre Croci (1805 m) von Cortina d’Ampezzo oder der Col Sant’Angelo (1757 m) von Schluderbach bzw. Auronzo di Cadore überquert werden.
Giro d’Italia
Die erste Befahrung fand 1967 im Rahmen der 19. Etappe statt, die von Udine zu den drei Zinnen führte. Bei starkem Schneefall hatten die Fahrer Schwierigkeiten die hohen Steigungsprozente zu absolvieren und so ließen sich Berichten zufolge mehrere Fahrer von den Begleitfahrzeugen ziehen. Dies führte dazu, dass die Ergebnisse der Etappe keinen Einfluss auf das Gesamtklassement hatten und der Etappensieg des Italieners Felice Gimondi aberkannt wurde. Nur ein Jahr später kehrte der Giro d’Italia bei besseren Wetterbedingungen mit einer neuerlichen Zielankunft zurück, bei der der Belgier Eddy Merckx triumphierte. Im Jahre 1974 nahm Eddy Merckx die Etappe zu den Drei Zinnen im Rosa Trikot des Gesamtführenden in Angriff, musste jedoch im Schlussanstieg den Italiener Gianbattista Baronchelli ziehen lassen und verteidigte seine Gesamtführung mit gerade einmal zwölf Sekunden Vorsprung. Den Etappensieg sicherte sich damals der Spanier José Manuel Fuente. Bei der vierten Befahrung des Anstiegs übernahm Giovanni Battaglin das Rosa Trikot von Silvano Contini und gewann anschließend die Italien-Rundfahrt. Mit Beat Breu triumphierte erstmals ein Schweizer im Schatten der Drei Zinnen. Im Jahr 1989 sicherte sich der Kolumbianer Luis Herrera den Etappensieg und gewann als erster nicht-Europäer eine Etappe des Giro d’Italia. 2007 triumphierte Riccardo Riccò, ehe im Jahr 2013 mit Vincenzo Nibali ein weiterer Italiener die Etappenankunft bei den Drei Zinnen gewann. Im Jahr 2013 fand die Etappenankunft erneut bei starkem Schneefall statt. In den Jahren 1967, 1968, 1974, 1981 und 2013 stellte der Anstieg die höchste Erhebung des Giro d’Italia dar und wurde mit der Cima Coppi versehen. Im Jahr 1989 war die Zielankunft ebenfalls der höchste Punkt der Rundfahrt, galt jedoch nicht als Cima Coppi, da diese am Passo di Gavia (2621 m) vergeben hätte werden sollen, der jedoch aufgrund von schlechtem Wetter nicht befahrbar war.
Im Jahr 2023 fand im Rahmen der 19. Etappe eine weitere Zielankunft beim Rifugio Auronzo statt. Etappensieger wurde der Kolumbianer Santiago Buitrago. Da der Grosse St. Bernhard aufgrund von Schlechtwetter aus dem Programm genommen worden war, stellte der Anstieg erneut die Cima Coppi dar.
| Jahr | Etappe     | Bergwertung             | Fahrer             |
| ---- | ---------- | ----------------------- | ------------------ |
| 1967 | 19. Etappe | Cima Coppi              | Felice Gimondi     |
| 1968 | 12. Etappe | Cima Coppi              | Eddy Merckx        |
| 1974 | 20. Etappe | Cima Coppi              | José Manuel Fuente |
| 1981 | 20. Etappe | Cima Coppi              | Beat Breu          |
| 1989 | 13. Etappe | GPM (höchste Kategorie) | Luis Herrera       |
| 2007 | 15. Etappe | GPM (höchste Kategorie) | Riccardo Riccò     |
| 2013 | 20. Etappe | Cima Coppi              | Vincenzo Nibali    |
| 2023 | 19. Etappe | Cima Coppi              | Santiago Buitrago  |